# François Martin
François Martin (?, 1727 - París, 1773) fou un violoncel·lista i compositor que fou músic del Duc de Gramont, i compongué el salm Cantate Domino, un Laetentur coeli, unes petites cantates Le soupçon amoreux, Le Suisse amoreux i Le bouquet de Thémyre; dos llibres de sonates per a violoncel i altres dos de sonates en trio per a violí.